# McCoole (Maryland)
McCoole es un lugar designado por el censo ubicado en el condado de Allegany en el estado estadounidense de Maryland. En el Censo de 2010 tenía una población de 511 habitantes y una densidad poblacional de 140,53 personas por km².

## Geografía
McCoole se encuentra ubicado en las coordenadas 39°27′12″N 78°58′23″O / 39.45333, -78.97306. Según la Oficina del Censo de los Estados Unidos, McCoole tiene una superficie total de 3.64 km², de la cual 3.64 km² corresponden a tierra firme y (0%) 0 km² es agua.

## Demografía
Según el censo de 2010, había 511 personas residiendo en McCoole. La densidad de población era de 140,53 hab./km². De los 511 habitantes, McCoole estaba compuesto por el 96.87% blancos, el 0.39% eran afroamericanos, el 0% eran amerindios, el 0.2% eran asiáticos, el 0.2% eran isleños del Pacífico, el 0.39% eran de otras razas y el 1.96% pertenecían a dos o más razas. Del total de la población el 0% eran hispanos o latinos de cualquier raza.